# Torben Luxhøj
Torben Luxhøj (født 21. januar 1953 i Tarp, død 11. februar 2020 i Esbjerg) var en dansk fodboldspiller. Han spillede 391 kampe på førsteholdet i Esbjerg fB, hvilket gør ham til den spiller, der har spillet femteflest kampe på klubbens førstehold nogensinde.
Torben Luxhøj spillede drenge- og juniorfodbold i Esbjerg fB, hvorefter han rykkede til Tarp Boldklub. Her nåede han 110 førsteholdskampe, inden turen gik tilbage til Esbjerg fB som senior. Her blev han 13 sæsoner, inden han rykkede til Vejle Boldklub, hvor det blev til et halvt hundrede kampe.
I sin seniorkarriere nåede Torben Luxhøj at spille med i hele 3 pokalfinaler for Esbjerg fB. Med Esbjerg fB vandt han også bronze i 1977, sølv i 1978 og det kulminerede med det danske mesterskab i 1979. En enkelt landsholdsudtagelse blev det også til.
I 2003 vandt han Det Jydske Mesterskab i Old Boys B med Tarp Boldklub. Det skete i øvrigt med hele fire Luxhøj-brødre på banen: Torben, Flemming, Jens og Michael Luxhøj.